# Labia minor
Ne pas confondre avec labia minora, le nom anglais des petites lèvres.
Espèce
Synonymes
- Forficula minor Linnaeus, 1758 (protonyme)

Statut de conservation UICN

 NE  : Non évalué
Labia minor est une espèce de dermaptères de la famille des Forficulidae.

## Aire de répartition

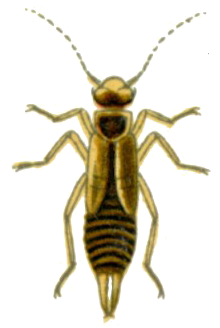
Dessin d'un individu femelle provenant d'une publication du Commonwealth Scientific and Industrial Research Organisation.

Cette forficule possède une distribution subcosmopolite. Elle se rencontre dans la zone intertropicale (dont probablement la zone afrotropicale) et le bassin méditerranéen.

## Taxinomie
Cette espèce a été décrite pour la première fois en 1758 par le naturaliste suédois Carl von Linné (1707-1778). Elle a pour protonyme Forficula minor.